# Andrea Duro

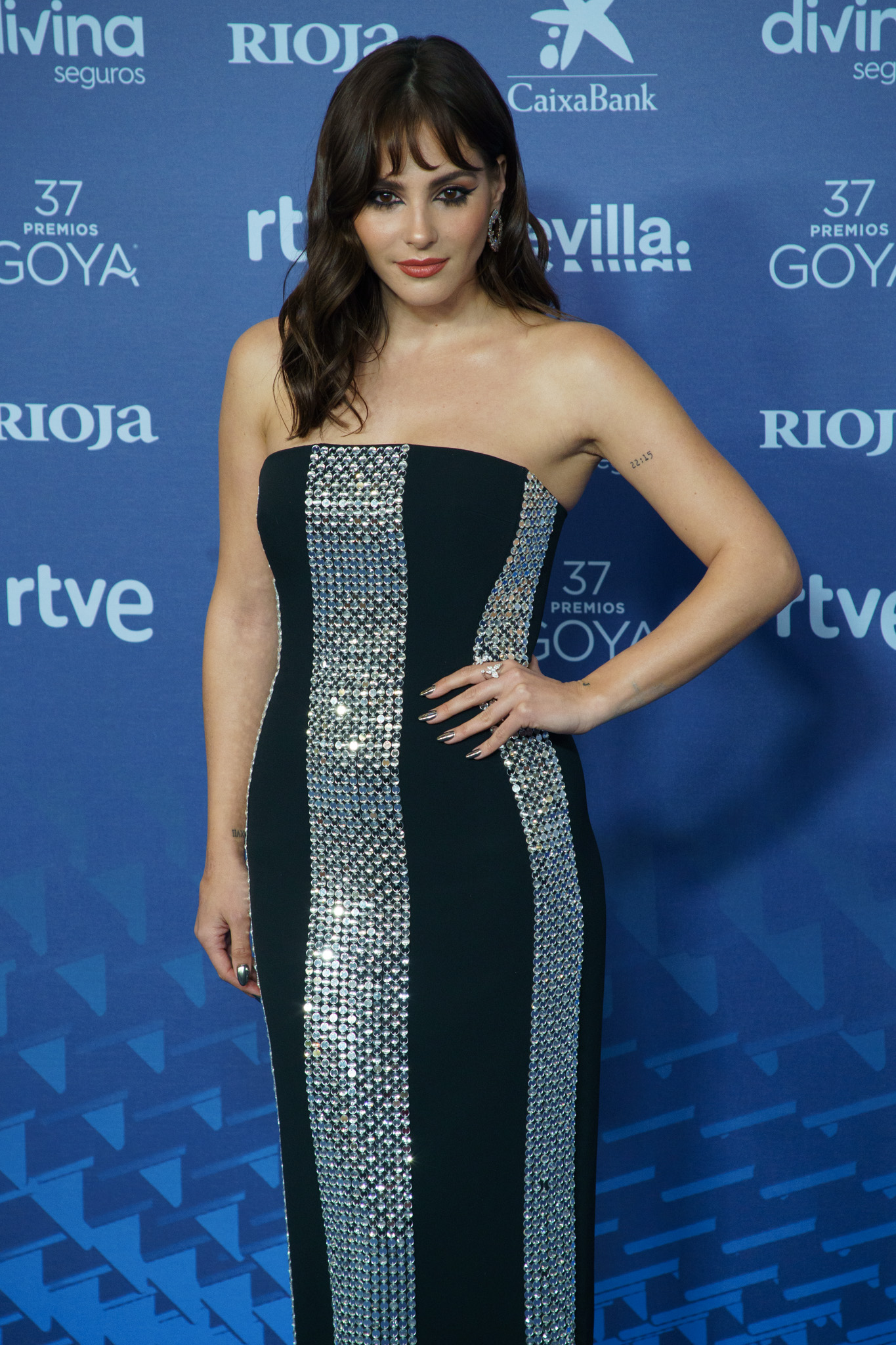
Andrea Duro (nagrody Goya 2023)

Andrea Duro Flores (ur. 14 października 1991 w Fuenlabradzie) – hiszpańska aktorka, która grała filmach: Trzy metry nad niebem,  Duchy ze szkolnej ławki i Za garść pocałunków.

## Filmografia

### Filmy
| Rok  | Tytuł                                              | Rola                 | Uwagi |
| ---- | -------------------------------------------------- | -------------------- | ----- |
| 2010 | Trzy metry nad niebem (Tres metros sobre el cielo) | Mara                 |       |
| 2011 | Juan od trupów (Juan de los Muertos)               | Camila               |       |
| 2012 | Duchy ze szkolnej ławki (Promoción fantasma)       | Mariví               |       |
| 2013 | Al final todos mueren                              | Diana                |       |
| 2013 | Pixel Theory                                       | Saori Santana        |       |
| 2014 | En Apatía. Secuelas del Odio                       | przyjaciółka Víctora |       |
| 2014 | Za garść pocałunków (Por un puñado de besos)       | Marta                |       |
| 2014 | Yo crecí en los 80                                 |                      |       |
| 2014 | Perdona si te llamo amor                           | Olivia               |       |
| 2014 | Los amigos raros                                   | Paloma               |       |
| 2015 | Los miércoles no existen                           | Paula                |       |
| 2016 | Pasaje al amanecer                                 | Clara                |       |
| 2020 | La maldición del guapo                             | Aldana               |       |
| 2021 | Con quién viajas                                   | Elisa                |       |
| 2021 | Xtremo                                             | María                |       |
| 2022 | Todos lo hacen                                     | Mariví               |       |
| 2024 | Nueva Tierra                                       | Maya                 |       |
| 2025 | Pequeños calvarios                                 | Paola                |       |

### Seriale
| Rok       | Tytuł                                      | Rola                            | Uwagi     |
| --------- | ------------------------------------------ | ------------------------------- | --------- |
| 2007      | Cuestión de sexo                           | Berta                           | 2 odcinki |
| 2008-2011 | Física o Química                           | Yolanda "Yoli" Freire Carballar | 77 odc.   |
| 2012      | Sekret (El secreto de Puente Viejo)        | Enriqueta                       | 33 odc.   |
| 2013      | Zagadka hotelu Grand (Gran Hotel)          | Celia Velledur                  | 1 odc.    |
| 2014      | Víctor Ros                                 | Nuria                           | 1 odc.    |
| 2014      | El Rey                                     | Carmen Martínez-Bordiú          | 1 odc.    |
| 2014-2015 | Amar es para siempre                       | Lucía Barbate                   | 72 odc.   |
| 2015      | Olmos y Robles                             | Nuria Atiza                     | 7 odc.    |
| 2016      | La que se avecina                          | Andrea                          | 1 odc.    |
| 2017      | Perdóname, Señor                           | Claudia                         | 1 odc.    |
| 2018-2019 | Velvet Colección                           | Marie Leduc                     | 21 odc.   |
| 2018      | Katedra w Barcelonie (La catedral del mar) | Aledis Segura                   | 5 odc.    |
| 2019      | Promesas de arena                          | Lucía                           | 6 odc.    |
| 2020-2021 | Física o Química: El reencuentro           | Yolanda "Yoli" Freire Carballar | 2 odc.    |
| 2025      | La favorita 1922                           | Ana Ferrer                      | 16 odc.   |
| 2025      | Camino a Arcadia                           | Fayna                           | 6 odc.    |